# Magyarpolány
Magyarpolány [ˈmɒɟɒrpolaːɲ] (deutsch: Polan) ist eine ungarische Gemeinde im Kreis Ajka im Komitat Veszprém. Knapp 20 Prozent der Einwohner gehören zur Volksgruppe der Ungarndeutschen.

## Geografische Lage
Magyarpolány liegt 29 Kilometer nordwestlich des Komitatssitzes Veszprém und 7 Kilometer nördlich der Kreisstadt Ajka. Die höchste Erhebung auf dem Gemeindegebiet ist der 331 Meter hohe Berg Polányi-Mánc-hegy. Nachbargemeinden sind Döbrönte, Bakonyjákó, Farkasgyepű, Kislőd, Noszlop und Bakonypölöske.

## Geschichte
Magyarpolány wurde 1171 als Polány erstmals urkundlich erwähnt. Im Jahr 1913 gab es in der damaligen Kleingemeinde 284 Häuser und 1711 Einwohner auf einer Fläche von 5940 Katastraljochen. Sie gehörte zu dieser Zeit zum Bezirk Devecser im Komitat Veszprém.

## Gemeindepartnerschaften
- Edelsbach bei Feldbach, Österreich, seit 2007[4]
- Zwönitz, Deutschland, seit 1995[5]

## Sehenswürdigkeiten
In Magyarpolány befinden sich beinahe einhundert Bauernhäuser des Bakonywaldes. 43 von diesen bewahren das einstige Dorfbild in einer denkmalgeschützten Straße, für die dem Dorf der Europa-Nostra-Preis verliehen wurde.
Ein bekanntes Kulturdenkmal ist auch der Ende des 18. Jahrhunderts angelegte Kalvarienberg. Entlang der 153 Treppenstufen, die zur Kapelle der Schmerzensmutter führen, reihen sich bemalte Holzstatuen aneinander. Jedes Jahr in der Pfingstwoche und in den darauf folgenden zwei Wochen wird ein Passionsspiel veranstaltet.
- Heimatmuseum (Tájház )
- Nepomuki-Szent-János-Statue, erschaffen 1873 von Máté Polacsek
- Kriegsopferdenkmal (A háborúban elesettek emlékére), erschaffen von Attila Diénes
- Römisch-katholische Kirche Szent László, erbaut 1761–1773 nach Plänen von János Hoffpauer (Barock)
- Römisch-katholische Kapelle Fájdalmas Szűzanya auf dem Kalvarienberg
- Szent-Flórián-Statue, erschaffen 1874 von Máté Polacsek

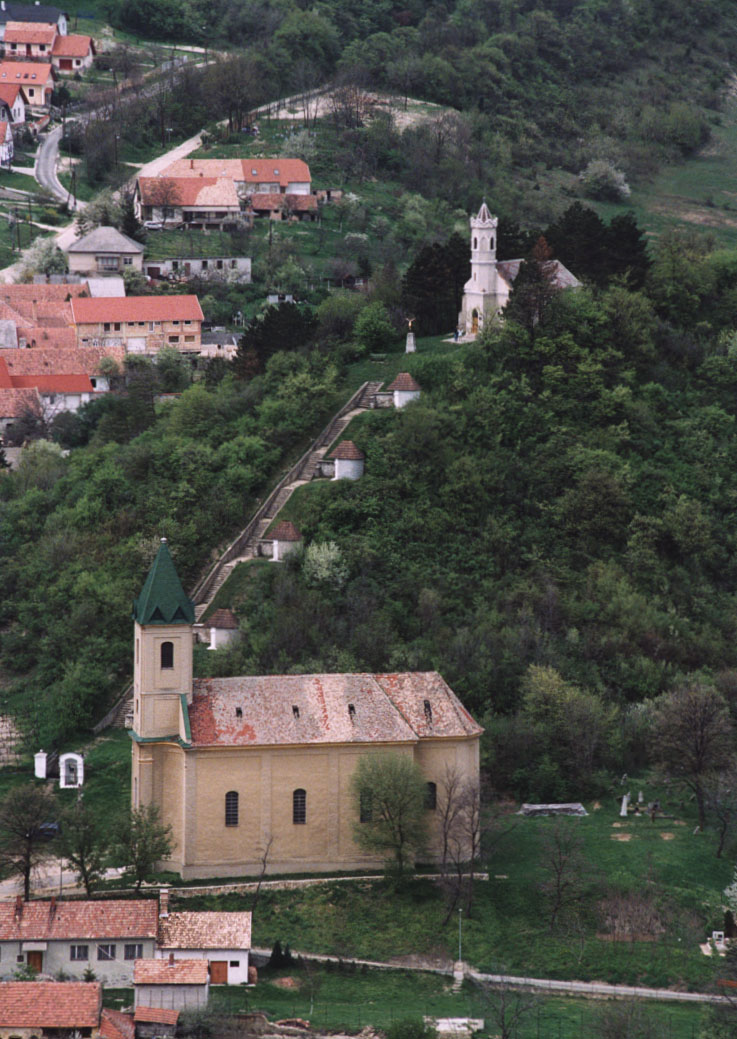
Blick auf die röm.-kath. Kirche Szent László und den Kalvarienberg
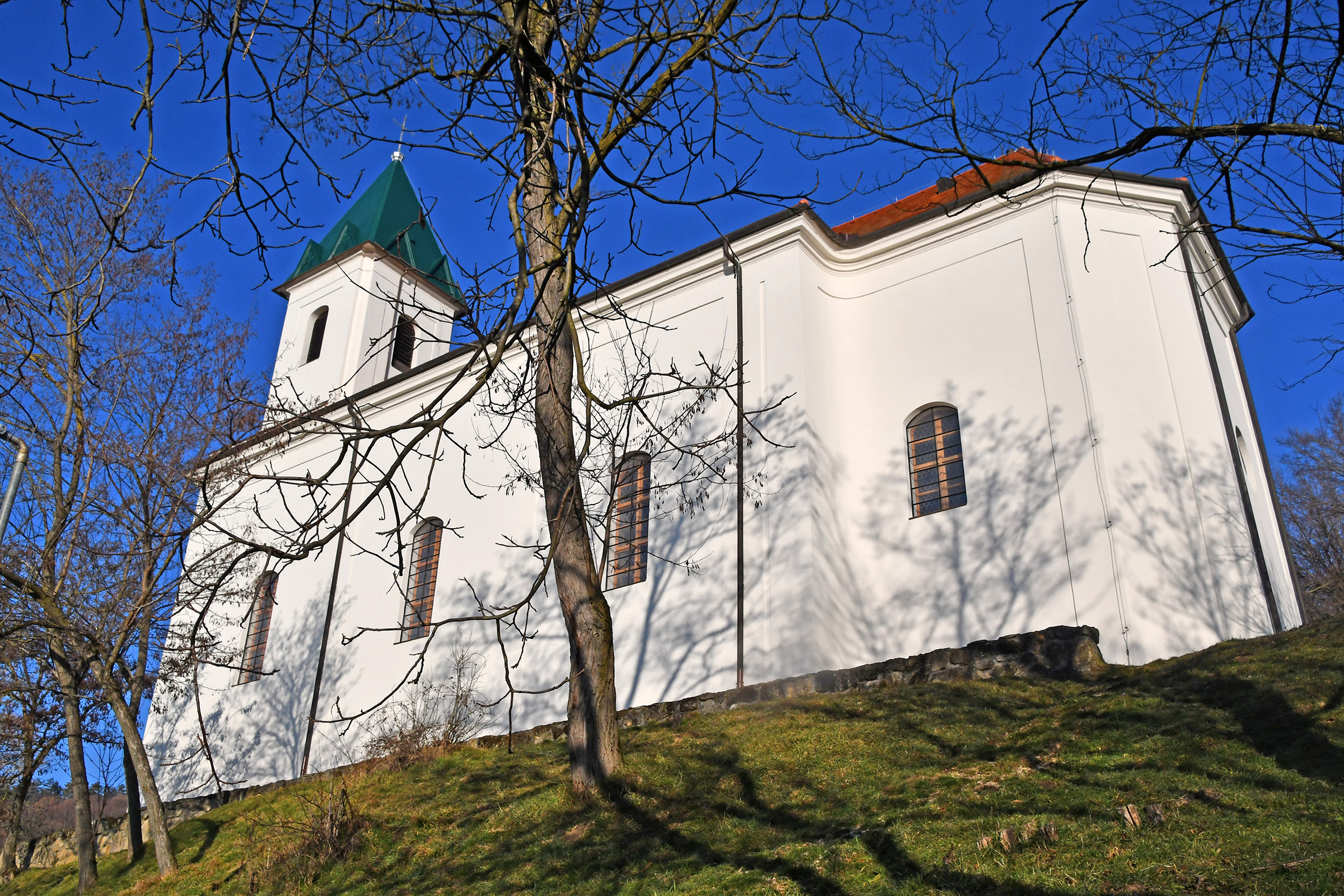
Röm.-kath. Kirche Szent László
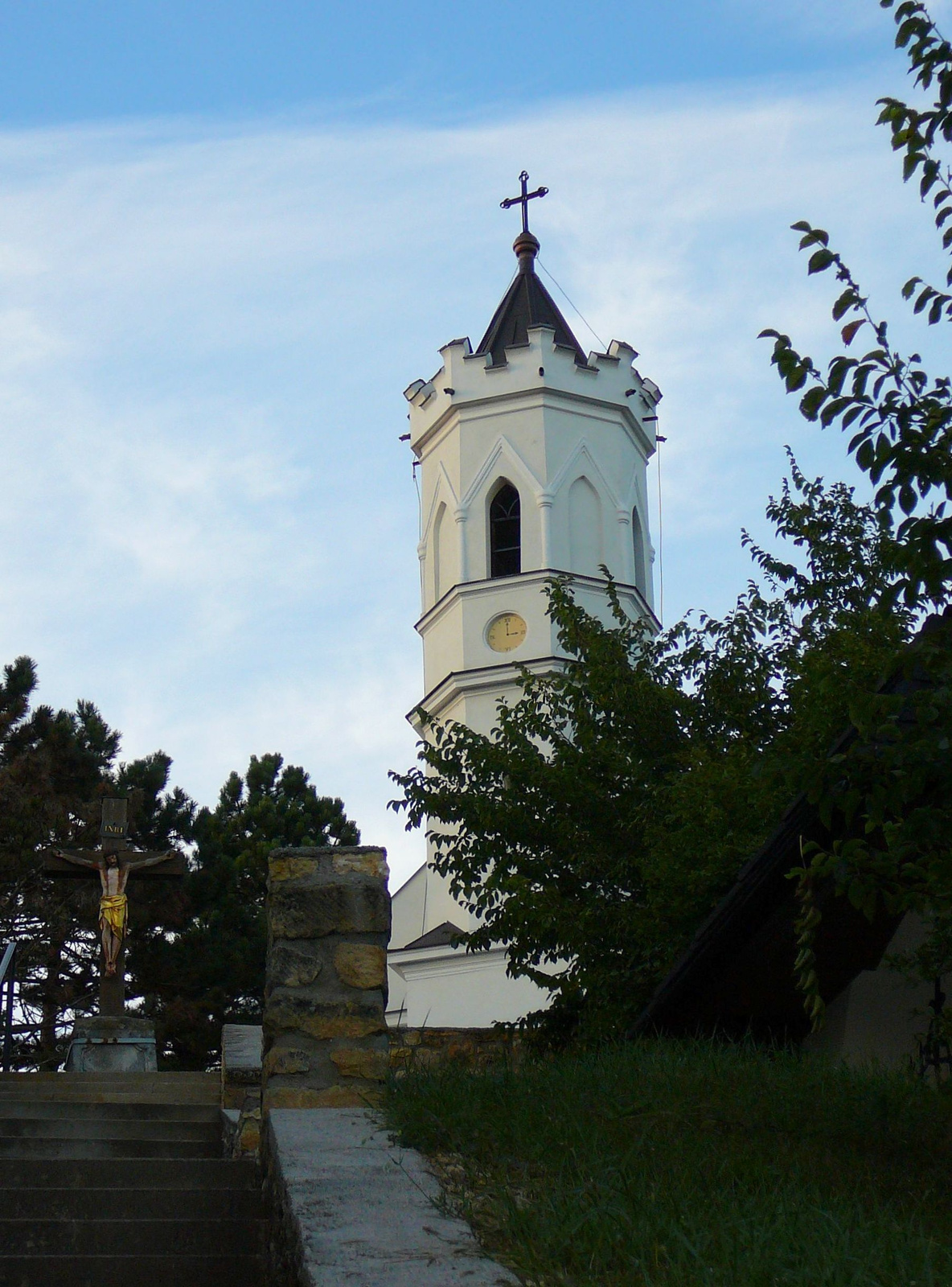
Röm.-kath. Kapelle Fájdalmas Szűzanya
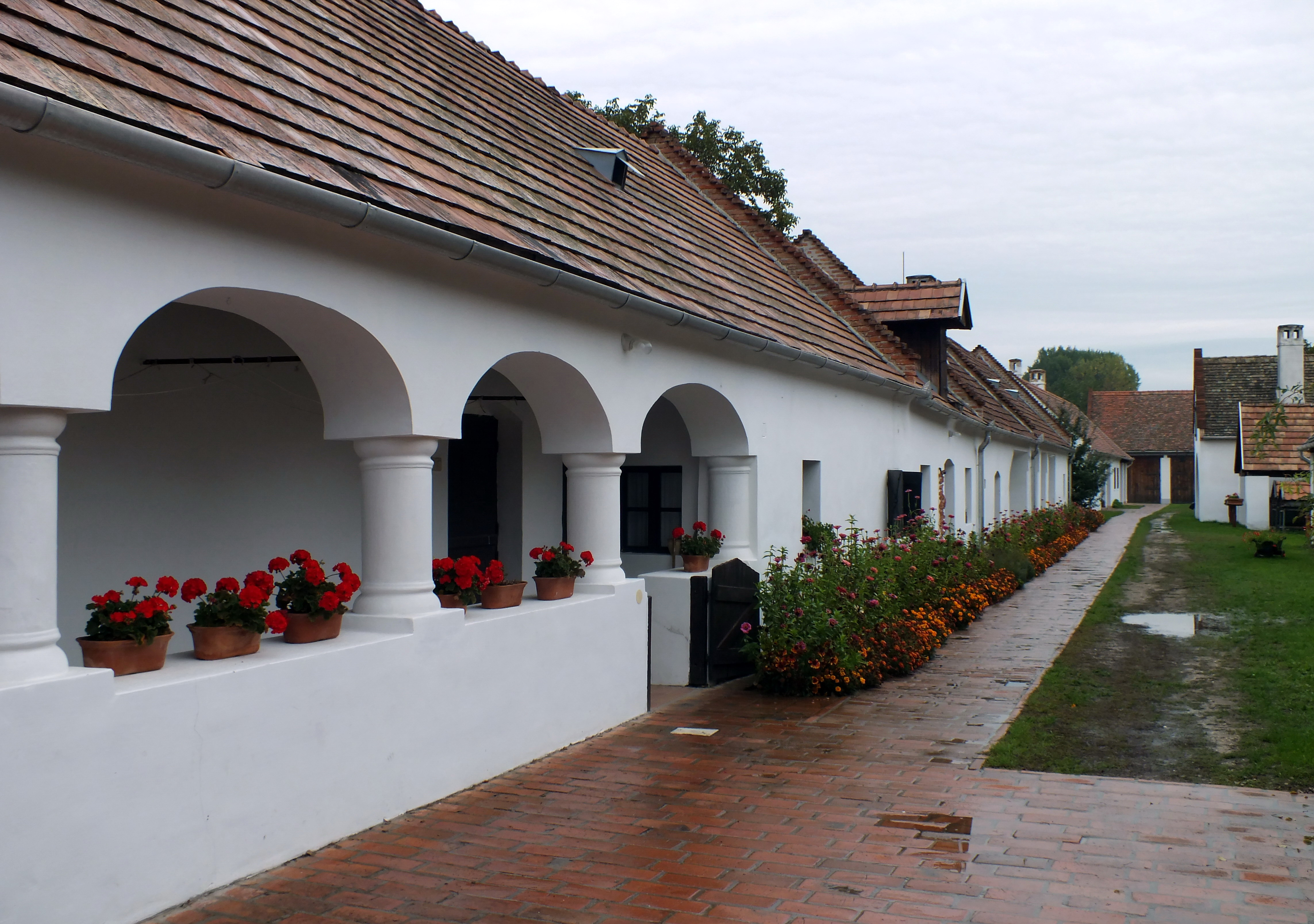
Heimatmuseum in traditionellem Bauernhaus

## Infrastruktur
Eine Künstlerkolonie ist in Magyarpolány rund um das Jahr im Betrieb, wo es in Werkstätten (Töpferwerkstatt und Werkstatt für Graphiker, Theater in einer Scheune, eine  Schmiede, Holzschnitzerei in einem Schuppen, Zeichensaal) in einer Umgebung von Denkmalcharakter Arbeitsmöglichkeiten für Interessierte gibt.

## Verkehr
Magyarpolány ist nur über die Nebenstraße Nr. 84101 zu erreichen. Der nächstgelegene Bahnhof befindet sich in Ajka.